# 菊田まりこ
菊田 まりこ（きくた まりこ、1970年〈昭和45年〉4月19日 - ）は、日本の絵本作家。

## 来歴
東京都に生まれる。武蔵野美術大学短期大学部 デザイン科（グラフィックデザイン専攻）卒業後、イラストレーターやグラフィックデザイナーの活躍を経て、絵本、エッセイ、翻訳などを手がける。
絵本『いつでも会える』(学研プラス）でボローニャ国際児童図書展にて1999年度ボローニャ児童賞・特別賞を受賞。『子どもに死という非常にデリケートな問題を教えるためにもこの本は秀逸である』とボローニャ児童賞国際審査委員会から讃えられた。100万部をこえるベストセラーとなり、世界数カ国で翻訳されている。第9回けんぶち絵本の里大賞受賞。

### エピソード
ポストカードなど文房具のデザインの仕事に従事していたところ、出版社側より「絵本をかいてみませんか」と勧誘されたのが絵本作家デビューのキッカケ。
1998年12月、学習研究社より『いつでも会える』（ISBN 4-05-201055-8）・『君のためにできるコト』（ISBN 4-05-201054-X）の2冊同時刊行でデビュー。
幼少時、あなぐまの女の子・フランシスの考え方が自分自身と酷似していて他人事と思えず、通っていた幼稚園所蔵の『おやすみなさいフランシス』（作：ラッセル・ホーバン、福音館書店）を毎日借りて帰宅していて、とうとう母親が買ってくれた絵本は今でも「わたしの本」として大切にしていると語っている（2004年時点）。

## 主な作品
- 『いつでも会える』(学研プラス）
- 『君のためにできるコト』（学研プラス）
- 『あの空を 』(学研プラス）
- 『僕のとなりには』(学研プラス）
- 『君はわらうかな』(学研プラス）
- 『いつでも会える　大型版』(学研プラス）
- 『だっこして　おんぶして』(青春出版社）
- 『だっこして　おんぶして　ポストカード集』(青春出版社）
- 『ハッピーリレー』(河出書房新社）
- 『ゆきの日　—on Christmas day—』(白泉社）
- 『だっこして　おんぶして（文庫本）』(角川文庫）
- 『君へのてがみ（文庫本）』(角川文庫）
- 『ありがとう が しりたくて』(光文社）
- 『ひとつぼし』(学研プラス）
- 『月のしずく』（WAVE出版）
- 共著に『ハピハピバースデー』岡本真夜・菊田まりこ(学研プラス）
- 『ぼくたちの場所』（共著） たまねぎ　写真　菊田まりこ　絵・文（ワニブックス）
- LINEクリエイターズスタンプ『ヒヨスケ１』『ヒヨスケ２』

## 翻訳絵本
- 『わたしのそばで　きいていて』【全国学校図書館協議会選定図書】リサ・パップ作　菊田まりこ訳（WAVE出版）
- 『いまの　わたしに　できること』リサ・パップ作　菊田まりこ訳（WAVE出版）
- 『わたしは　あなたを　しんじてる』リサ・パップ作　菊田まりこ訳（WAVE出版）
- 『おばあちゃんのおくりもの』キャリー・ガラッシュ文　サラ・アクトン絵　菊田まりこ訳（WAVE出版）

## 外国語版

### 『いつでも会える』
- 韓国版（Better Books  )  1999/12/15-2002/12/14
- 韓国版（Goraebooks Library )  2013/12/5-2018/12/4
- タイ版（KAMPAI Imaging Co.,Ltd)  2002/10/1-2005/9/30
- ドイツ版（CAPLSEN )  2003/4/1-2008-3/31
- ドイツ版（TOKYOPOP)  2013/6/10-2016/6/9
- フランス版（Albin Michel Jeunesse)  2002/5/1-2007/4/30
- 台湾版(太田出版）2006/6/15-2011/6/14
- 台湾版(太田出版）2012/8/1-2017/7/31
- スペイン版(スペイン語・カタラン語)(Ediciones Glenat ) 2007/11/1-2012-10/31
- 中国版(小魯出版）2014/2/1-

### 『君のためにできるコト』
- タイ版（KAMPAI Imaging Co.,Ltd)  2002/10/1-2005/9/30
- フランス版（Albin Michel Jeunesse)  2003/7/24-2008/7/23
- 台湾版(太田出版）2006/6/15-2011/6/14
- 台湾版(太田出版）2012/8/1-2017/7/31
- ドイツ版（TOKYOPOP)  2013/6/10-2016/6/9
- 韓国版（Goraebooks Library )  2013/12/5-2018/12/4
- 中国版(小魯出版）2014/2/1-

### 『あの空を』
- フランス版（Albin Michel Jeunesse)  2005/8/25-2010/9/25
- 台湾版(太田出版）2006/6/15-2011/6/14
- 台湾版(太田出版）2012/8/1-2017/7/31
- ドイツ版（TOKYOPOP)  2013/6/10-2016/6/9
- 韓国版（Goraebooks Library )  2013/12/5-2018/12/4
- 中国版(小魯出版）2014/2/1-

### 『僕のとなりには』
- 台湾版(太田出版）2006/6/15-2011/6/14
- 台湾版(太田出版）2012/8/1-2017/7/31
- 韓国版（Goraebooks Library )  2013/12/5-2018/12/4
- 中国版(小魯出版）2014/2/1-

### 『君はわらうかな』
- 中国版(小魯出版）2014/2/1-

### 『ひとつぼし』
- 中国版（最光出版）2019/4/1-
- 台湾版（采實出版）2019/8/1-

### 『ゆきの日　On Christmas Day』
- 韓国版(Gimm-Young Publishers) 2011/11/25-2015/8/28